# Юльский, Борис Михайлович
Бори́с Миха́йлович Ю́льский (30 декабря 1911 года (12 января 1912 года) — 1950?, РСФСР) — русский писатель дальневосточной эмиграции.
С 1920-х гг. жил и писал в русском Харбине, активно участвовал в политической и культурной жизни «восточного Парижа».

## Биография
В 1911 году семья Бориса Юльского эмигрировала в Маньчжурию и после долгого скитания осела в Харбине, где отец Бориса устроился на КВЖД в должности помощника начальника станции восточной линии — Хайлин. В 1928 г. Борис Юльский закончил Первое реальное училище и поступил Харбинский политехнический институт (ХПИ), но оставил его после второго курса. Примерно с этого времени он начинает сотрудничать в журналах.
В 1932 г. вступил в Всероссийскую фашистскую партию, руководил которой К. Родзаевский.
Работал штатным сотрудником фашистской газеты «Наш путь», иногда печатал в газете свои рассказы. Первая из всех обнаруженных на сегодняшний день публикаций — рассказ «Чёрт» был напечатан в «Рубеже» (№ 35, 1933). Также Юльский печатался в журналах «Луч Азии», «Заря», «Прожектор», «Русское слово», «Феникс», «Нация», альманахах «Прибой», «У родных рубежей». В журнале «Рубеж» сохранился основной корпус его рассказов.
В мае 1938 газета «Наш путь» раскритиковала Юльского, обвинила его, в частности, в использовании партии в корыстных целых и в пристрасти к наркотикам.
Неоднозначны связи Юльского с японскими оккупантами. Известный харбинец, историк и писатель Г. Г. Пермяков называл Б. Юльского и А. Несмелова «японскими прихвостнями». В том же 1938 японские власти Маньчжоу-ди-го отправили писателя в отряд русской горно-лесной полиции. Пребывание в тайге, на северо-востоке Маньчжурии, жизнь в опасных лесных условиях обогатила рассказы Юльского новыми образами, помогла ярче раскрыться писательскому мастерству.
В июне 1941 писатель вернулся в Харбин, где ему нашлось место на русском радио (возможно, по японской протекции). В. Резвый в своей статье пишет, что к этому времени Юльский меняет свои взгляды с фашистских на монархические.
В 1943 году в соавторстве с прозаиком Николаем Веселовским издаёт книгу рассказов «Восток и Запад», куда вошли четыре рассказа Юльского. В этом же году вместе со своими соратниками и друзьями из Тоогэна Юльский уезжает в новый переселенческий посёлок на берегу реки Тайванхэ. Подлинных сведений о причинах такого поступка нет. Предположительно, это был его собственный выбор, к такой точке зрения подкрепляется заметно изменившейся тональностью его поздних произведений.

## Мнения о смерти писателя
Американская исследовательница китайского происхождения Ли Мэн выяснила подробности дальнейшей судьбы Б. Юльского. Согласно официальному ответу на запрос Ли Мэн, стало известно, что он как житель станицы Новопокровка был арестован 22 сентября 1945 года, приговорён к 10 годам лишения свободы за антисоветскую деятельность и направлен в Севвостлаг Магаданской области, откуда в 1950 г. бежал. О дальнейшей его судьбе ничего не известно.
Известный исследователь Е. П. Таскина утверждает, что Юльский умер от наркотиков, которых в то время на Дальнем Востоке было в изобилии (о пристрастии Юльского к наркотикам вспоминает, например, Перелешин, хотя Забияко, с другой стороны, подчёркивает излишнюю субъективность и оценочность суждений Перелешина).
По данным же самого Перелешина, Юльский безвестно исчез ещё в Тоогэне, а арестована советскими властями и вывезена в СССР была его мать — за то, что «не сумела воспитать сына».

## Воспоминания о Юльском
Валерий Перелешин в книге воспоминаний «Два полустанка» отзывается о Б. Юльском как о молодом писателе, подававшем большие надежды, и приводит несколько историй, связанных с Юльским.

## Рассказы
- Путь дракона
- Арбуз
- Вода и камень
- Господин леса
- Два подвига
- Двадцать два
- Человек, который ушел
- Вторая смерть Шазы
- Ночной костер
- Черепашья скала
- След лисицы
- Тайга
- Две встречи
- Парашютист
- Яблоня отцветает
- Инстинкт и разум
- Зверь о огонь
- Енотовое озеро
- Черт
- Прекрасная королевна
- Ральф
- Ветер
- Катастрофа
- Луна над Бештау
- Туманы
- Закон жизни
- Станция на окраине
- Песня
- Возвращение госпожи Цзай
- Рыжий сеттер
- Хищник
- Чудесная птица — любовь
- Бородатый валет
- Мяу
- Рак
- Полынь
- Линия Кайгородова
- Поезд на Юг
- Счастье
- Белая мазурка (повесть)
- Серая смерть
- Спартанец Лизимах
- Святочный гость

По мнению исследовательницы творчества Юльского, А. А. Забияко, «на материале фронтирной мифологии Б. Юльский создает новую художественную мифологию, сквозь которую пропускает и свои познания культуры Востока, и личную мифологию патриотизма. Самый „беспочвенный“ из русских эмигрантов, обратившихся к „фронтирной мифологии“, он обретает в этих сюжетах родину, которую вместе с китайцами, маньчжурами, корейцами населяют русские».

## Издания
- Веселовский Н., Юльский Б. Восток и Запад: Рассказы. — Харбин: Изд. М. В. Зайцев, 1943. — 172 с.
- Юльский Борис. Зелёный легион: Повесть и рассказы / Сост. и комм. А. Колесова; Сост. и вступ. ст. А. Лобычева. — Владивосток: Альманах «Рубеж», 2011. — 560 с. — (Восточная ветвь).